# Ichi the Killer (manga)
Ichi the Killer (殺し屋1?, Koroshiya Ichi), è un manga ideato da Hideo Yamamoto. L'edizione italiana è stata pubblicata da Panini Comics dal 20 giugno 2013 al 27 marzo 2014.
Dall'opera sono stati tratti un film live action e un OAV prequel del lungometraggio intitolato Ichi the Killer - Episode 0.

## Trama
Ichi è un ragazzo di circa vent'anni che vive in Giappone e pratica le arti marziali. Sembrerebbe un ragazzo tranquillo se non fosse per la sua forza disumana che utilizza per guadagnare dei soldi insieme ad un gruppo di malviventi. Ichi nel luogo del crimine lascia sempre dello sperma e un numero 1 ("ichi" in lingua giapponese).
Si guadagna così da vivere e sembra che gli dispiaccia mietere vittime poiché si mette a piangere dopo il misfatto. A causa di questi omicidi c'è molta tensione nei quartieri malfamati del Giappone. La tensione non si attenua dopo la morte di un boss della mafia giapponese piuttosto potente e i suoi seguaci cercano il colpevole supponendo sia una persona spietata e assetata di sangue. Ma all'inizio niente li porterà a pensare ad Ichi che intanto svolge il suo compito senza intoppi.

## Personaggi
Ichi (イチ?) / Hajime Shiroishi (しろいし はじめ?, Shiroishi Hajime)
Doppiato da: Chihiro Suzuki
È il protagonista della serie. È psicologicamente ed emotivamente disturbato al punto che agisce come un bambino che vive nel corpo di un adulto. Dinanzi a un confronto, Ichi scoppia in lacrime e si rompe emotivamente. Nonostante abbia una personalità codarda, si è allenato molto nelle arti marziali, tanto da divenire un vero e proprio esperto. Con questo addestramento, una lama nascosta nello stivale sinistro e un forte istinto omicida, Ichi si trasforma in uno spietato assassino che dà la caccia alla yakuza con una vena di sadismo.
Masao Kakihara (垣原雅雄?, Kakihara Masao)
Doppiato da: Takashi Miike
È un boss della yakuza, nonché il principale nemico di Ichi. È stanco della vita e vive esclusivamente per danneggiare il prossimo e talvolta persino sé stesso. Le sue caratteristiche distintive sono alcuni profondi tagli sulle guance. Quest'ultimi gli permettono di aprire la bocca a livelli surreali, in modo simile a un serpente, inoltre ha numerosi piercing su entrambe le orecchie. Vive la propria vita per il sadomasochismo,.
Jii-san (ジジイ?, Jijī)
Doppiato da: Shinpachi Tsuji
È la mente dietro i disordini nella famiglia Anjougumi così come il burattinaio che fa uccidere le persone da Ichi. Sostiene di aver acquisito il suo aspetto invecchiato attraverso la chirurgia plastica e di essere ancora sulla trentina. Ha un fisico estremamente muscoloso e abusa di steroidi.
Yoshio Anjo (安生芳雄?, Anjō Yoshio)
È il capo della famiglia di yakuza Anjougumi dove è il Kumicho, ovverosia il leader. Il suo omicidio, che viene inizialmente fatto passare come semplice scomparsa, porta Kakihara a cercare Ichi.
Noboru (昇?)
È un membro del gruppo di Jii-san che porta sempre con sé un'arma da fuoco.
Inoue (井上?) (Kano)
È un membro scomunicato degli Anjougumi e un membro attuale del gruppo di Jii-san. È anche un eroinomane che ha subito un intervento di chirurgia plastica per rimanere nascosto a Shinjuku.
Suzuki (鈴木?)
È un membro della famiglia di yakuza Funaki. È accusato di aver rapito il Kumichou di Anjougumi. È costretto a letto dalle torture che ha ricevuto in passato ed è convinto dal gruppo di Jii-san a sfruttarli per eliminare Kakiharagumi.
Shusuke Kaneko (金子修二?, Kaneko Shūsuke)
È il sicario di Anjougumi e uno degli scagnozzi più fedeli di Kakihara. Mostra una paura simile a quella di Ichi e desidera mettersi alla prova. È il padre di Takeshi.
Norio (ノリオ?)
È un ragazzino che frequenta lo stesso dojo di arti marziali di Ichi. Viene costantemente picchiato e chiede aiuto a Ichi.
 Seila (セイラ?, Seira)
È una prostituta che Ichi visita spesso. Ha molti lividi che vengono inflitti dal suo magnaccia, portando Ichi ad avere dei flashback del suo passato.
Karen (カレン?)
È una hostess e una delle amiche di Kakihara. Aiuta Kakihara a localizzare i membri del gruppo di Jii-san.
Tachibana (立花?)
È una compagna di scuola di Ichi, frequenta il primo anno delle superiori. Quando ha cercato di salvare Ichi dai bulli, è stata ostracizzata e violentata.
Long (ロング?, Rongu)
È un membro cinese del gruppo di Jii-san che lavora come gigolò.
Jiro (二郎?, Jirō) e Saburo (三郎?, Saburō)
Sono due gemelli nonché membri dell'ex Kumichou Atougumi di Kakihara. Sono tanto competitivi quanto sadici, e spesso le loro abilità si traducono in dimostrazioni di superiorità, che diventano fatali per gli altri. Jirou ha una forza disumana, mentre Saburou è bravo a maneggiare un coltello corto.
Takeshi Kaneko (金子タケシ?, Kaneko Takeshi)
È il figlio di Kaneko e spesso vede Ichi piangere dopo i suoi omicidi. È anche il successore di Ichi come la prossima "macchina per uccidere" manipolata da Jiji.
Midori (みどり?)
Doppiata da: Sayaka Ōhara
Una giovane donna che frequenta lo stesso dojo di Ichi. È molto brava nel gioco di gambe ed è molto abile nel combattimento corpo a corpo. È una masochista estrema e ha innumerevoli cicatrici derivate dai giochi BDSM. Collaboratrice di Jiji, ha il ruolo di risvegliare la propensione omicida di Ichi, portandolo in un motel dove si fa picchiare da quest'ultimo. Compare esclusivamente nell'OAV.

## Media

### Manga
Il manga, scritto e disegnato da Hideo Yamamoto, è stato serializzato dal 19 febbraio 1998 al 5 aprile 2001 sulla rivista Weekly Young Sunday edita da Shogakukan. I vari capitoli sono stati poi raccolti in dieci volumi tankōbon pubblicati dal 5 giugno 1998 al 5 luglio 2001.
In Italia la serie è stata pubblicata da Panini Comics sotto l'etichetta Planet Manga dal 6 luglio 2013 al 27 marzo 2014.

#### Volumi
| Nº | Data di prima pubblicazione | Data di prima pubblicazione | Data di prima pubblicazione |
| Nº | Giapponese                  | Giapponese                  | Italiano                    |
| -- | --------------------------- | --------------------------- | --------------------------- |
| 1  | 5 giugno 1998               | ISBN 4-09-151512-6          | 6 luglio 2013               |
| 2  | 5 ottobre 1998              | ISBN 4-09-151513-4          | 20 luglio 2013              |
| 3  | 5 febbraio 1999             | ISBN 4-09-151514-2          | 24 agosto 2013              |
| 4  | 1º maggio 1999              | ISBN 4-09-151515-0          | 21 settembre 2013           |
| 5  | 5 ottobre 1999              | ISBN 4-09-151516-9          | 26 ottobre 2013             |
| 6  | 4 marzo 2000                | ISBN 4-09-151517-7          | 30 novembre 2013            |
| 7  | 5 luglio 2000               | ISBN 4-09-151518-5          | 11 gennaio 2014             |
| 8  | 10 gennaio 2001             | ISBN 4-09-151519-3          | 31 gennaio 2014             |
| 9  | 5 aprile 2001               | ISBN 4-09-152119-3          | 8 marzo 2014                |
| 10 | 5 luglio 2001               | ISBN 4-09-152120-7          | 27 marzo 2014               |

### Film
Nel 2001 il regista Takashi Miike ne ha realizzato un adattamento cinematografico. Nel 2003 è stato prodotto un ulteriore lungometraggio intitolato 1-Ichi e diretto da Masahito Tanno.

### OAV
Ichi the Killer - Episode 0 (殺し屋１ THE ANIMATION EPISODE 0?, Koroshiya 1: The Animation Episode 0) è un OAV prodotto nel 2002 dalla Media Suits e diretto da Shinji Ishidaira. Costituisce un prequel al film live action ''Ichi the Killer. In Giappone è stato distribuito da Amuse Soft.

## Accoglienza
Lorenzo Campanini di MangaForever ha classificato Ichi the Killer come il quinto migliore manga con protagonista un assassino.
Esaminando l'OAV, Theron Martin di Anime News Network ha ritenuto che la storia fosse "perfettamente credibile" e "ha convinto lo spettatore che le tendenze letali di Ichi non provenivano dal nulla" perché segue gli "elementi comuni di cui si sente parlare nei retroscena dei veri assassini". Ha liquidato invece l'"animazione scadente" come problematica, ma ha elogiato la musica con i "temi guida techno pesanti" che forniscono uno "stato e un tono tagliente alla serie".